# Donatella Turri
Donatella Turri, née en 1945 à Palmanova, est une actrice italienne active dans les années 1960.

## Carrière
Née en 1945 à Palmanova d'un père padouan politiquement proche du Parti libéral italien et d'une mère vénitienne, elle s'installe enfant à Bologne avec sa famille, puis plus tard à Rome. Très jeune elle est choisie par Federico Fellini (une connaissance de la mère de Donatella, Aldina) pour un rôle dans La dolce vita, mais au dernier moment le réalisateur lui préfère Valeria Ciangottini pour le rôle.
Cependant, Turri a également fait ses débuts la même année dans Les Adolescentes d'Alberto Lattuada, qui l'a choisie après l'avoir auditionnée au Liceo Internazionale que fréquentait la jeune femme.
En 1961, elle tourne Quelle joie de vivre de René Clément, où elle fait la connaissance d'Ugo Tognazzi, avec qui elle flirte brièvement. L'année suivante elle joue dans La Veine de Luciano Salce ; pendant la réalisation de ce film, elle se lie d'amitié avec la co-vedette, l'auteur-compositeur-interprète Luigi Tenco.
Dans les années suivantes elle poursuit son activité de comédienne tout en fréquentant la scène beatnik italienne. Elle anime le Piper Club et devient l'une des filles du Bandiera gialla.
En France, elle joue dans La difficulté d'être infidèle, dans Le Gendarme se marie avec Louis de Funès et surtout dans La Femme infidèle de Claude Chabrol avec Michel Bouquet, Stéphane Audran et Maurice Ronet.
Elle se marie en mars 1967 avec l'acteur et scénariste Maurizio Bonuglia, et à la fin de la décennie elle met un terme à son activité de comédienne.
Elle fait son retour dans l'actualité dans les années 1990, lorsque son second mari, l'entrepreneur Giancarlo Gorrini, est impliqué dans l'opération Mains propres et arrêté pour banqueroute, accusant plus tard Antonio Di Pietro de l'avoir fait chanter.

## Filmographie
- 1960 : Les Adolescentes (I dolci inganni) d'Alberto Lattuada
- 1960 : Larmes de joie (Risate di gioia) de Mario Monicelli
- 1961 : Quelle joie de vivre (Che gioia vivere) de René Clément
- 1962 : La Veine (La cuccagna) de Luciano Salce
- 1963 : Boulevard du vice (Via Veneto) de Giuseppe Lipartiti
- 1963 : Un drôle de type (Uno strano tipo) de Lucio Fulci
- 1964 : La difficulté d'être infidèle de Bernard Toublanc-Michel
- 1964 : La coda del diavolo de Moraldo Rossi (it)
- 1968 : Sonora d'Alfonso Balcázar
- 1968 : Le Gendarme se marie de Jean Girault
- 1969 : La Femme infidèle de Claude Chabrol
- 1969 : La Loi des gangsters (La legge dei gangsters) de Siro Marcellini